# Mistrzostwa Ameryki Północnej, Środkowej i Karaibów w Piłce Siatkowej Kobiet 1975
IV Mistrzostwa Ameryki Północnej, Środkowej i Karaibów w piłce siatkowej kobiet odbyły się w 1975 roku w Los Angeles (Stany Zjednoczone). W mistrzostwach wystartowało 5 reprezentacji. Mistrzem została po raz drugi reprezentacja Kuby.

## Klasyfikacja końcowa
| Miejsce | Reprezentacja     |
| ------- | ----------------- |
|         | Kuba              |
|         | Stany Zjednoczone |
|         | Meksyk            |
| 4.      | Kanada            |
| 5.      | Dominikana        |